# Adicella gada
Adicella gada är en nattsländeart som beskrevs av Huisman och Andersen 1997. Adicella gada ingår i släktet Adicella och familjen långhornssländor. Inga underarter finns listade i Catalogue of Life.